# Лвангва
Лва́нгва (англ. Lwangwa) — вища традиційна громада у складі дистрикту Читіпа Північного регіону Малаві.
Населення — 5597 осіб (2018).